# Mistrovství světa v biatlonu 2016 – štafeta mužů
Štafeta mužů na Mistrovství světa v biatlonu 2016 se konal v sobotu 12. března v lyžařském středisku v Holmenkollenu jako devátý závod šampionátu. Zahájení štafety proběhlo v 15:30 hodin středoevropského času. Závodu se zúčastnilo celkem 25 štafet.
Obhájcem titulu byl tým Německa, který si o jednu příčku oproti předchozímu roku pohoršil.
Devátou zlatou medaili v historii získalo Norsko, které ve složení Ole Einar Bjørndalen, Tarjei Bø, Johannes Thingnes Bø a Emil Hegle Svendsen zvítězilo před druhým Německem. Bronzové medaile překvapivě brali biatlonisté Kanady, kteří tak získali první týmovou medaili v historii.

## Výsledky
| Pořadí | Č. | Stát                                                                               | Čas                                       | Střelba (L+S)                           | Ztráta  |
| --- | -- | ---------------------------------------------------------------------------------- | ----------------------------------------- | --------------------------------------- | ------- |
| Zlatá medaile                                                                                             | 1  | Norsko (r) Ole Einar Bjørndalen Tarjei Bø Johannes Thingnes Bø Emil Hegle Svendsen | 1:13:16,8 18:09,3 18:01,9 18:03,1 19:02,5 | 0+1 0+6 0+0 0+2 0+1 0+1 0+0 0+0 0+0 0+2 | —       |
| Stříbrná medaile                                                                                          | 4  | Německo Erik Lesser Benedikt Doll Arnd Peiffer Simon Schempp                       | 1:13:28,3 18:00,2 18:11,3 18:32,2 18:44,6 | 0+2 0+3 0+0 0+0 0+1 0+1 0+0 0+1         | +11,5   |
| Bronzová medaile                                                                                          | 9  | Kanada Christian Gow Nathan Smith Scott Gow Brendan Green                          | 1:13:40,2 18:14,9 17:57,5 18:36,3 18:51,5 | 0+1 0+4 0+0 0+0 0+1 0+1 0+0 0+3 0+0 0+0 | +23,4   |
| 4. | 5  | Rakousko Sven Grossegger Simon Eder Julian Eberhard Dominik Landertinger           | 1:14:10,3 18:32,3 17:46,2 19:03,8 18:48,0 | 0+3 1+7 0+0 0+3 0+1 0+0 0+2 1+3 0+0 0+1 | +53,5   |
| 5. | 15 | Česko Michal Krčmář Jaroslav Soukup Ondřej Moravec Michal Šlesingr                 | 1:14:11,2 18:07,7 18:14,4 19:03,2 18:45,9 | 0+2 0+5 0+1 0+0 0+0 0+1 0+0 0+3 0+1 0+1 | +54,4   |
| 6. | 2  | Rusko Maxim Cvetkov Jevgenij Garaničev Anton Babikov Anton Šipulin                 | 1:14:23,2 18:25,2 18:50,8 18:44,1 18:23,1 | 0+4 1+3 0+0 0+0 0+0 1+3 0+2 0+0         | +1:06,4 |
| 7. | 17 | Švédsko Torstein Stenersen Jesper Nelin Peppe Femling Fredrik Lindström            | 1:14:23,4 18:24,3 18:15,2 19:10,6 18:33,3 | 0+4 0+6 0+3 0+0 0+0 0+1 0+1 0+3 0+0 0+2 | +1:06,6 |
| 8. | 6  | USA Lowell Bailey Leif Nordgren Tim Burke Sean Doherty                             | 1:14:44,1 18:07,4 19:09,0 18:33,0 18:54,7 | 0+3 0+2 0+0 0+1 0+1 0+1 0+1 0+0         | +1:27,3 |
| 9. | 3  | Francie Simon Fourcade Simon Desthieux Quentin Fillon Maillet Martin Fourcade      | 1:15:14,5 18:31,2 18:50,8 18:58,1 18:54,4 | 0+2 0+8 0+1 0+3 0+0 0+3 0+1 0+2 0+0 0+0 | +1:57,7 |
| 10. | 10 | Švýcarsko Jeremy Finello Serafin Wiestner Benjamin Weger Mario Dolder              | 1:15:22,6 19:14,2 17:59,0 18:45,3 19:24,1 | 0+3 0+4 0+0 0+2 0+1 0+0 0+1 0+2         | +2:05,8 |
| 11. | 7  | Itálie Christian De Lorenzi Lukas Hofer Thomas Bormolini Dominik Windisch          | 1:15:41,0 18:31,0 18:07,6 19:45,1 19:17,3 | 0+2 1+6 0+1 0+0 0+1 0+1 0+0 1+3 0+2 0+2 | +2:24,2 |
| 12. | 11 | Slovensko Matej Kazár Tomáš Hasilla Michal Šíma Martin Otčenáš                     | 1:16:37,7 18:09,6 18:30,4 20:17,4 19:40,3 | 0+3 1+5 0+1 0+0 0+0 0+0 0+0 1+3 0+2 0+2 | +3:20,9 |
| 13. | 12 | Bulharsko Krasimir Anev Anton Sinapov Vladimir Iljev Michail Kletčerov             | 1:16:42,7 18:21,1 19:01,4 18:26,6 20:53,6 | 0+5 3+5 0+0 0+1 0+3 0+1 0+2 0+0 0+0 3+3 | +3:25,9 |
| 14. | 18 | Estonsko Rene Zakhna Kauri Kõiv Roland Lessing Kalev Ermits                        | 1:16:46,1 18:34,6 18:46,9 19:40,1 19:44,5 | 1+5 0+4 0+0 0+1 0+0 0+0 0+2 0+2 1+3 0+1 | +3:29,3 |
| 15. | 13 | Bělorusko Vladimir Čepelin Jurij Ljadov Dmitrij Ďužev Alexandr Darožka             | 1:17:22,6 18:32,6 19:10,7 19:33,6 20:05,7 | 1+9 0+3 0+2 0+0 0+2 0+1 1+3 0+0 0+2 0+2 | +4:05,8 |
| 16. | 8  | Ukrajina Serhij Semenov Alexandr Žyrnyj Vitalij Kilčyckyj Dmytro Pidručnyj         | 1:17:39,3 19:06,6 19:23,1 19:37,3 19:32,3 | 1+8 0+6 1+3 0+0 0+2 0+2 0+0 0+3 0+3 0+1 | +4:22,5 |
| 17. | 19 | Slovinsko Klemen Bauer Rok Tršan Lenart Oblak Miha Dovžan                          | 1:17:49,9 18:15,9 19:42,3 19:30,6 20:21,1 | 0+5 0+2 0+1 0+1 0+2 0+1 0+1 0+0         | +4:33,1 |
| 18. | 16 | Rumunsko George Buta Marius Ungureanu Cornel Puchianu Remus Faur                   | 1:19:26,1 19:13,9 19:42,5 19:15,1 21:14.6 | 0+3 1+3 0+1 0+0 0+0 0+0 0+2 1+3         | +6:09,3 |
| 19. | 20 | Finsko Tuomas Grönman Olli Hiidensalo Teemu Huhtala Sami Orpana                    | 1:20:30,4 18:25,5 19:46,7 20:54,1 21:24,1 | 1+6 0+4 0+0 0+1 1+3 0+0 0+1 0+1 0+2 0+2 | +7:13,6 |
| 20. | 14 | Kazachstán Jan Savickij Anton Pantov Maxim Braun Vassilij Podkorytov               | LAP 18:14,6 19:37,6 21:47,1               | 3+7 0+5 0+0 0+1 0+2 0+0 3+3 0+1 0+3 0+2 | +9:99,8 |
| 21. | 24 | Polsko Mateusz Janik Grzegorz Guzik Rafał Penar Łukasz Szczurek                    | LAP 19:59,5 19:58,8 20:34,7               | 0+3 1+6 0+1 1+3 0+2 0+1 0+0 0+2         | +9:99,8 |
| 22. | 23 | Japonsko Džundži Nagai Mikito Tačizaki Cukasa Kobonoki Juki Nakadžimaová           | LAP 19:14,1 20:06,9 20:50,0               | 2+7 1+6 0+2 0+1 0+2 0+2 2+3 0+0 0+0 1+3 | +9:99,8 |
| 23. | 22 | Litva Tomas Kaukėnas Karol Dombrovski Vytautas Strolia Rokas Suslavičius           | LAP 20:32,6 20:04,1 20:45,3               | 3+9 0+6 1+3 0+3 0+2 0+0 2+3 0+2 0+1 0+1 | +9:99,8 |
| 24. | 25 | Belgie Michael Rösch Thierry Langer Tom Lahaye-Goffart Thorsten Langer             | LAP 18:34,3 20:36,6 21:30,7               | 0+5 0+8 0+0 0+2 0+2 0+2 0+0 0+3 0+3 0+1 | +9:99,8 |
| 25. | 21 | Lotyšsko Daumants Lūsa Ingus Deksnis Roberts Slotiņš Aleksandrs Patrijuks          | LAP 20:30,9 21:56,5 23:50,6               | 4+9 5+7 0+1 0+0 3+3 0+1 1+3 4+3 0+2 1+3 | +9:99,8 |
| Č. – startovní číslo týmu, LAP – tým byl předběhnut o kolo, r – vedoucí tým disciplíny ve světovém poháru |    |                                                                                    |                                           |                                         |         |